# Kevin Conway
Kevin Conway (* 29. Mai 1942 in New York City, New York; † 5. Februar 2020 ebenda) war ein US-amerikanischer Schauspieler und Regisseur.

## Karriere
Conway spielte ab 1967 Theater in verschiedenen Staaten der Ostküste. Sein Broadway-Debüt gab er 1969 am Brooks Atkinson Theatre. Auch nach Beginn seiner Filmkarriere in den 1970ern spielte er weiterhin Theater bis 1995.
Ab 1971 übernahm er zunächst kleinere Rollen in Hollywood-Spielfilmen. Vereinzelt spielte er größere Nebenrollen in bekannten amerikanischen TV-Serien wie Star Trek: TNG (1993) und Law & Order (1996). Seine vielleicht bekannteste Rolle ist die des Generals Curtis LeMay in dem Spielfilm Thirteen Days mit Kevin Costner aus dem Jahr 2000. In der Serie The Black Donnellys hatte er 2007 eine wiederkehrende Gastrolle als Vater einer Hauptperson. Zwischen 2009 und 2011 hatte er in Good Wife einige Gastauftritte.
1990 inszenierte er mit The Sun and the Moon seinen einzigen Spielfilm. Sein Schaffen als Schauspieler und Synchronsprecher umfasst rund 80 Film- und Fernsehproduktionen.
Conway starb am 5. Februar 2020 in Manhattan an einem Herzinfarkt. Er wurde 77 Jahre alt.

## Filmografie (Auswahl)
- 1971: Believe in Me
- 1972: Schlachthof 5 (Slaughterhouse-Five)
- 1972: Portnoys Beschwerden (Portnoy’s Complaint)
- 1973: Der Spürhund (Shamus)
- 1977: Blutiges Eis (The Deadliest Season, Fernsehfilm)
- 1978: F.I.S.T. – Ein Mann geht seinen Weg (F.I.S.T.)
- 1978: Vorhof zum Paradies (Paradise Alley)
- 1979: Der scharlachrote Buchstabe (The Scarlet Letter, Miniserie)
- 1981: Das Kabinett des Schreckens (The Funhouse)
- 1983: Die Macht der Mächtigen (Rage of Angels, Fernsehfilm)
- 1984: Flashpoint – Die Grenzwölfe (Flashpoint)
- 1986: Miami Vice (Fernsehserie, Folge 3x04)
- 1988: Funny Farm
- 1988: Homeboy
- 1988: Jesse – Engel im Tal des Todes (Jesse, Fernsehfilm)
- 1988: Der Equalizer (The Equalizer, Fernsehserie, Folge 4x06)
- 1989: In der Hitze der Nacht (In the Heat of the Night, Fernsehserie, Folge 2x12)
- 1989/1990: Strandpiraten (The Beachcombers, Fernsehserie, 2 Folgen)
- 1991: Selbstjustiz – Ein Cop zwischen Liebe und Gesetz (One Good Cop)
- 1991: Die Lust der schönen Rose (Rambling Rose)
- 1992: Stumme Verzweiflung (Breaking the Silence, Fernsehfilm)
- 1992: Jennifer 8
- 1993: Raumschiff Enterprise – Das nächste Jahrhundert (Star Trek: The Next Generation, Fernsehserie, Folge 6x23)
- 1993: Gettysburg
- 1994: Der Prinz und der Prügelknabe (The Whipping Boy, Fernsehfilm)
- 1995: Schneller als der Tod (The Quick and the Dead)
- 1995: Der Rasenmäher-Mann 2 – Beyond Cyberspace (Lawnmower Man 2: Beyond Cyberspace)
- 1995: New York News – Jagd auf die Titelseite (New York News, Fernsehserie, 3 Folgen)
- 1995: Der letzte Ritt (Larry McMurtry's ‚Streets of Laredo‘, Miniserie)
- 1995–2002: Outer Limits – Die unbekannte Dimension (The Outer Limits, Fernsehserie, 152 Folgen, Sprechrolle)
- 1996: Law & Order (Fernsehserie, Folge 7x05 Korruption)
- 1996: Lockruf des Meeres (Calm at Sunset, Fernsehfilm)
- 1997/1998: JAG – Im Auftrag der Ehre (JAG, Fernsehserie, 2 Folgen)
- 1998: Das Mercury Puzzle (Mercury Rising)
- 1999: The Confession – Das Geständnis (The Confession)
- 1999–2003: Oz – Hölle hinter Gittern (Oz, Fernsehserie, 6 Folgen)
- 2000: Thirteen Days
- 2001: Ritter Jamal – Eine schwarze Komödie (Black Knight)
- 2003: Gods and Generals
- 2003: Mystic River
- 2005/2010: Criminal Intent – Verbrechen im Visier (Law & Order: Criminal Intent, Fernsehserie, 2 Folgen)
- 2006: Unbesiegbar – Der Traum seines Lebens (Invincible)
- 2006: Brotherhood (Fernsehserie, Folge 1x10 Vaters Gene)
- 2007: The Black Donnellys (Fernsehserie, 10 Folgen)
- 2007: The Bronx Is Burning (Miniserie, 8 Folgen)
- 2009–2011: Good Wife (The Good Wife, Fernsehserie, 3 Folgen)
- 2012: Person of Interest (Fernsehserie, Folge 2x04 Finger am Abzug)
- 2016: Is That a Gun in Your Pocket?
- 2017–2018: Täter, Opfer: Unbekannt! (Who Killed Jane Doe?, Fernsehserie, 12 Folgen, Sprechrolle)